# Radîci, Iemilciîne
Radîci (în ucraineană Радичі) este un sat în comuna Varvarivka din raionul Iemilciîne, regiunea Jîtomîr, Ucraina.

## Demografie
Componența lingvistică a localității Radîci
     Ucraineană (97,97%)
     Rusă (2,03%)
Conform recensământului din 2001, majoritatea populației localității Radîci era vorbitoare de ucraineană (97,97%), existând în minoritate și vorbitori de rusă (2,03%).